# Conferência Socialista de Berna
Conferência Socialista de Berna foi uma reunião do movimento internacional socialista, ocorrida em 1919, em Berna, na Suiça.
Como a Conferência de Lucarna, essa conferência também objetivava reconstituir a Segunda Internacional.
Foi criada uma pálida versão da Segunda Internacional, também chamada de "Internacional de Berna", que realizou seu primeiro congresso em Genebra, no ano seguinte, contando com a participação de 17 países.
Lenin chamou-a de "Internacional de Direita".